# 杨埠镇 (余干县)
杨埠镇，是中华人民共和国江西省上饶市余干县下辖的一个乡镇级行政单位。

## 行政区划
杨埠镇下辖以下地区：
何埠社区、长吉村、花园村、张坊村、壕源村、甘泉村、塔尾村、詹坊村、柴店村、汤源村、寨源村、枫林村、箬源村、江坪村、坪上村、合港村、霞山村、高家村和牌坊村。